# National Center for Biotechnology Information

Logo des NCBI

Das National Center for Biotechnology Information (NCBI; deutsch Nationales Zentrum für Biotechnologieinformation) in Bethesda, Maryland, wurde 1988 als zentrales Institut für Datenverarbeitung und Datenspeicherung in der Molekularbiologie gegründet. Es ist eine Unterorganisation der United States National Library of Medicine (NLM), die wiederum eine Unterorganisation der National Institutes of Health (NIH) ist.

## Details
Über Webinterfaces stellt das NCBI einen Zugang zu wichtigen DNA-, RNA- und Protein-Datenbanken (wie z. B. RefSeq) zur Verfügung, des Weiteren eine Taxonomie-Suchfunktion zur Suche nach Daten zu Spezies von Viren und zellulären Organismen (von Bakterien bis hin zu Neandertalern und Jetztmenschen), eine Datenbank mit Inhaltsangaben wissenschaftlicher Literatur (PubMed) sowie diverse Standardsoftware der Bioinformatik. Intern wird der Datenfluss mittels Speicherung und Datenorganisation in Abstract Syntax Notation One geregelt.
Vor vergleichbaren Portalen wie dem ExPASy-Server in der Schweiz ist es die weltweit bedeutendste Anlaufstelle für molekularbiologische Daten und bioinformatische Lösungen.